# Genc Gjineci
Genc Gjineci, född den 27 april 1981 i Çorovoda i Albanien, är en albansk röstskådespelare.
Han är röstskådespelare på albanska i flera animerade filmer och tv-serier, men också i dokumentärfilmer, tv-reklam och dramafilmer.